# Urgleptes bimaculatus
Urgleptes bimaculatus es una especie de escarabajo longicornio del género Urgleptes, tribu Acanthocinini, subfamilia Lamiinae. Fue descrita científicamente por Gilmour en 1960.

## Descripción
Mide 4,5-6,4 milímetros de longitud.

## Distribución
Se distribuye por Guatemala y Honduras.